# Miguel Chevalier
Miguel Chevalier (Ciudad de México, 22 de abril de 1959) es un artista virtual y digital francés. Desde 1978 utiliza las computadoras como medio de expresión en el campo de las artes visuales, y ha ganado renombre internacional como uno de los precursores del arte virtual y digital.
Su obra multidisciplinar y experimental aborda la cuestión de la inmaterialidad en el arte, así como la de la lógica producida por la computadora, en la que se cuentan la hibridación, la capacidad generativa, la interactividad y la creación de redes. En su obra Chevaier elabora diversos temas, como la relación entre lo natural y lo artificial, la observación del cambio incesante y las redes que organizan a las sociedades contemporáneas, el imaginario de la arquitectura y las ciudades virtuales, y la transposición de motivos del arte islámico al mundo digital. Las imágenes que ofrece cuestionan de manera constante nuestra relación con el mundo.
Sus obras se exponen sobre todo en forma de instalaciones digitales proyectadas, de gran formato. Crea in situ obras que reconsideran la historia y la arquitectura de los lugares por medio del arte digital, dándoles una interpretación nueva. Con técnicas de impresión 3D o corte con láser, también crea esculturas que materializan sus universos virtuales.
Ha figurado en numerosas exposiciones en museos, centros de arte y galerías de todo el mundo. También lleva a cabo proyectos en espacios públicos y arquitectónicos.

## Biografía

### Infancia y juventud
Miguel Chevalier se crio en México, donde su padre era investigador universitario, dedicado al estudio de la historia de América Latina. El ambiente cultural y artístico en el que creció le infundió un interés temprano en el arte. Entre los visitantes frecuentes de la casa familiar estaban los muralistas David Alfaro Siqueiros, Rufino Tamayo y Diego Rivera, el director de cine Luis Buñuel y el arquitecto Luis Barragán, cuyo intenso uso del color marcaría mucho al artista. La influencia de los muralistas mexicanos también se notaría más tarde en las dimensiones monumentales de las obras de Chevalier, así como en el afán de integrar su arte a los espacios públicos.
En la adolescencia se trasladó con sus padres a Madrid, donde su padre asumió la dirección de la Casa de Vélazquez. Allí descubrió con pasión los tesoros de la arquitectura churrigueresca, así como a los maestros europeos de la pintura en museos e iglesias. En el Museo del Prado Chevalier tuvo la oportunidad de descubrir la obra de Goya, momento que él describe como un impacto emocional. La técnica de reproducción en serie, como en Los desastres de la guerra, le dejó una huella imborrable, al igual que las serigrafías de Andy Warhol. En 1974 también descubrió la obra del artista venezolano Carlos Cruz-Diez, que lo atrajo al arte cinético.
Más tarde se instaló en París, cuya riqueza cultural y numerosas exposiciones (incluidas la retrospectiva de Marcel Duchamp en 1977 y las grandes muestras París-Nueva York, París-Moscú y París-Berlín en el Centro Pompidou) fueron para él una revelación.

### Formación
En 1978 Chevalier ingresó en la Escuela Nacional Superior de Bellas Artes de París, donde aprendió los fundamentos del dibujo y la escultura. Egresó en 1981. Dos años después se graduó en la Escuela Nacional Superior de Artes Decorativas y obtuvo una licenciatura en arte y arqueología en la Universidad de París (La Sorbona) y otra en artes plásticas en la Universidad de París Saint-Charles.
La formación de Miguel Chevalier continuó con algunas estancias en el extranjero, primero en el Instituto Pratt y la Escuela de Artes Visuales, ambos en Nueva York, gracias a la beca Lavoisier del Ministerio de Asuntos Exteriores de Francia, en 1984. En los Estados Unidos Chevalier accedió por fin a los primeros programas de dibujo asistido por computadora y comprendió que la inminente revolución de las computadoras iba a transformar el aspecto artístico de la pintura, la fotografía y el video. Asimismo, sus estancias en la Villa Kujoyama, en Kioto, Japón, de 1993 a 1994, fueron decisivas para intensificar su relación con la naturaleza, que ya había  experimentado como omnipresente y exuberante en América Latina, y que encontró en los karesansui de Kioto como un reino artificial donde todo está controlado hasta el menor detalle.

### Trayectoria
Mientras que el final de los años setenta marcó una vuelta a la pintura mediante la figuración libre y el grafiti, Chevalier buscó generar un tema pictórico nuevo. Con la presencia creciente de las computadoras en los medios de comunicación y el inicio de la sociedad de la información, a principios de los ochenta, Chevalier se dedicó al arte digital gracias a las computadoras, que le permitían modificar o animar imágenes y experimentar con ellas infinitamente. Aun así, el acceso a las herramientas de la tecnología de la información aún era difícil.
Su encuentro con Serge Equilbey, ingeniero del centro de óptica del Centro Nacional para la Investigación Científica (CNRS) de Francia, le dio acceso a computadoras Numelec, que analizan imágenes por procesamiento sucesivo. Los ingenieros del CNRS también le ayudaron a escribir segmentos cortos de programas informáticos que le permitían manipular esas imágenes. Así creó, entre 1982 y 1983, sus primeras obras digitales con la serie titulada Baroque et Classique.
El fin de los años ochenta y el nacimiento de la microcomputadora fueron un punto de inflexión en la práctica de Chevalier al permitirle adquirir una computadora personal y una impresora en color. Estos avances tecnológicos le dieron una libertad de creación inédita y le abrieron una infinidad de posibilidades.
Con la aparición de las primeras tarjetas gráficas de precio moderado, capaces de calcular miles de polígonos, en las décadas de los 1990 y los 2000, el artista pudo crear sus primeras obras generativas en 3D: los jardines virtuales titulados Sur-Natures ("Surnaturalezas"). La rápida evolución de las nuevas tecnologías a partir de 2005, en particular la llegada de computadoras personales cada vez más potentes y asequibles, así como el surgimiento de programas y motores de videojuegos de código abierto como Pure data o Unity, motivaron a Chevalier a crear, con la ayuda de informáticos, programas generativos e interactivos de realidad virtual como "Fractal Flowers", "Pixels Liquides", "Seconde Nature" y "Terra Incognita". La llegada de las impresoras 3D también le permitió explorar la materialización de lo virtual con obras como Lilus Arythmeticus dijo que era Euclides.
Con la creación de obras digitales cada vez más complejas, Chevalier se rodeó de un equipo de especialistas en un estudio  al que llamó la Fabrika, en alusión a la Factory de Andy Warhol. Este taller y laboratorio de investigación le permitió, con ayuda de informáticos, programadores y otros colaboradores, experimentar con sus obras de gran formato.
Chevalier también promueve el reconocimiento del arte digital en el mundo participando activamente en exposiciones de gran alcance, como Artistes & Robots en el Grand Palais de París en 2018 (curadores Laurence Bertrand Dorléac y Jérôme Neutres), o Immaterial/Re-material: A Brief History of Computing Art, en el Centro Ullens de Arte Contemporáneo de Pekín, en 2020 (curador: Jérôme Neutres). También se ocupó sucesivamente de varios cursos, sobre todo en la Ciudad de París, en la Universidad de los Andes (Colombia), la Universidad de México y el Centro Nacional de las Artes (México). Enseñó en la Escuela Superior de Arte y Dibujo de Reims, la Escuela Regional de Bellas Artes de Rennes, la Escuela de Bellas Artes de Metz y el Instituto de Estudios Políticos de París.

## Obra artística
La obra de Miguel Chevalier busca un diálogo constante con la historia de arte, en una continuidad y una metamorfosis de vocabulario, para explorar un lenguaje pictórico nuevo y experimentar con él.

### Flujos y redes

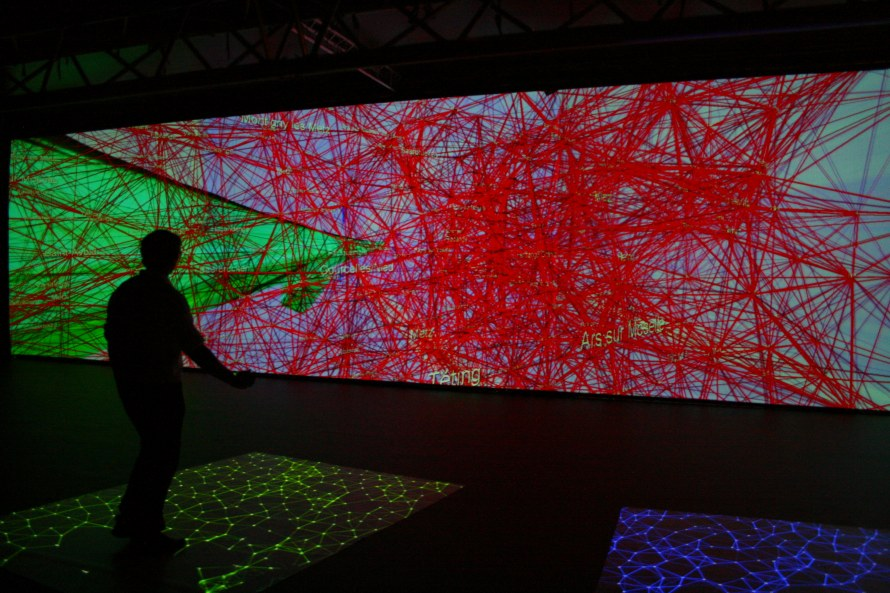
Crossborders, Miguel Chevalier, 2007. Instalación de realidad virtual generativa e interactiva. Programa: AAAseed de Emmanuel Mâa Berriet.

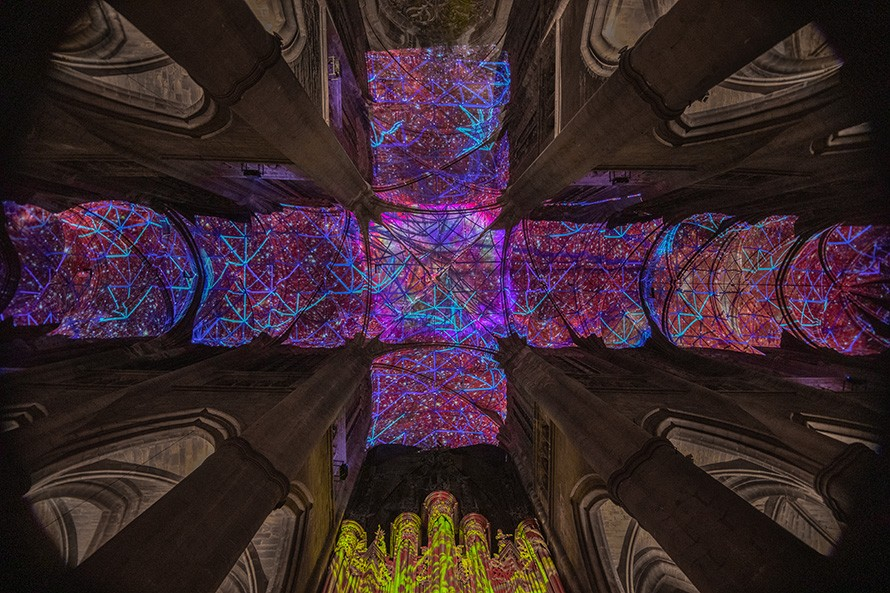
Digital Supernova, Miguel Chevalier, 2019. Instalación de realidad virtual generativa. Programa: Cyrille Henry/Antoine Villeret.

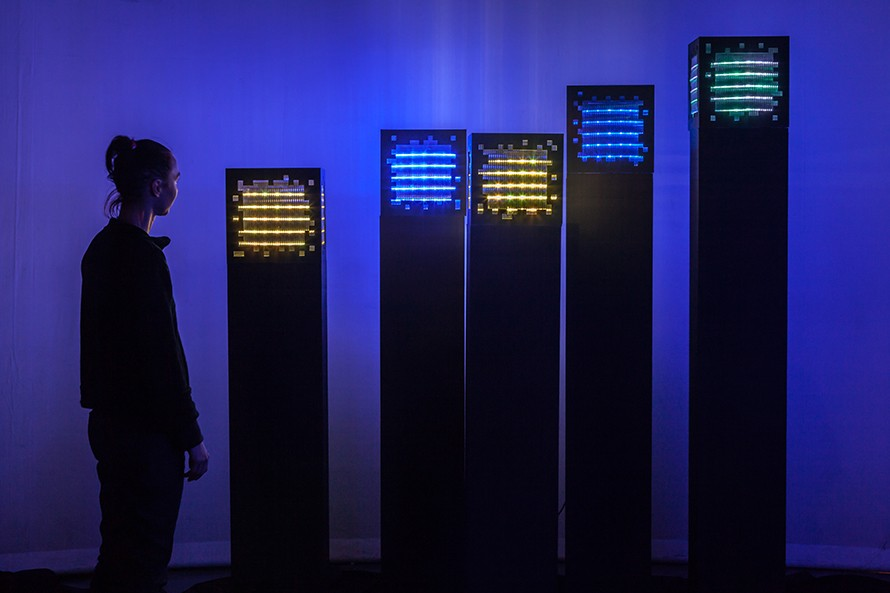
Mini Voxels Light, Miguel Chevalier, 2015. Tres instalaciones de realidad virtual, cada una de 30 x 30 x 32cm. Ediciones Mike-Art-Kunst.

Las representaciones del mundo ya no se limitan a describir los territorios, sino que indagan sobre los flujos que mueven los continentes, expresando así cómo las tecnologías recientes influyen en la constitución de las nuevas imágenes del mundo. Desde joven Chevalier se interesó en el tema de las redes. Todos los flujos y redes que nos rodean (flujos de datos e información, redes eléctricas, ferroviarias, familiares, de relaciones, etc.) se superponen y entrelazan. Por medio de sus obras Chevalier estudia su creación y busca hacerlos visibles, materializarlos y vincularlos.
Para el cálculo de superficies y distancias, Chevalier sustituye las nociones clásicas de cerca y lejos, rápido y lento, por las de conexiones y entrelazamientos continuos o discontinuos y relaciones entre los espacios para instalaciones cartográficas, como Crossborders, que se imponen en lo sucesivo sobre las relaciones invisibles, la información y los intercambios que surcan nuestro mundo.
Chevalier asocia sus universos virtuales cableados a grandes redes que se forman y deforman, creando universos variados que se renuevan infinitamente, como lo ilustra Digital Supernova. Los elementos se atraen y repelen entre sí, creando un ritmo de expansión y contracción parecido al de la respiración, y amalgamándose con la arquitectura en la que se producen.
Se invita a los espectadores a pasear por la catedral, sentarse en las sillas y dirigir la mirada al cielo. Estas constelaciones digitales de píxeles sumergen al visitante en un ambiente bañado de luz y abierto al infinito.
La obra de Miguel Chevalier también está marcada por el tema del píxel en relación con el arte cinético de los años setenta, precursor del mundo digital. Al agrandar el píxel, como en Mini Voxels Light, el artista compone una imagen abstracta y sumerge al espectador en este universo infinito de luces y formas.

### Arabescos digitales

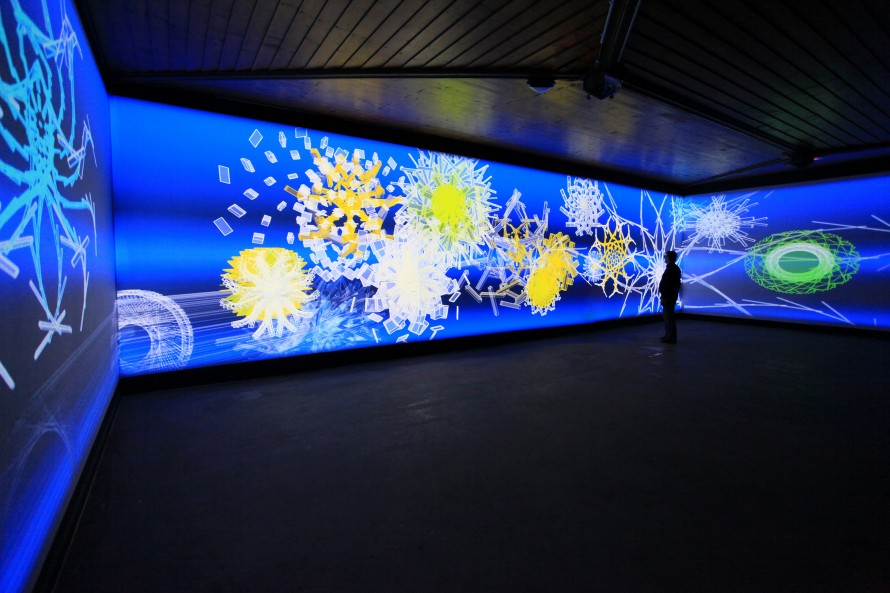
Pixels Snow, Miguel Chevalier, 2010. Instalación de realidad virtual generativa e interactiva. Programa: Cyrille Henry.

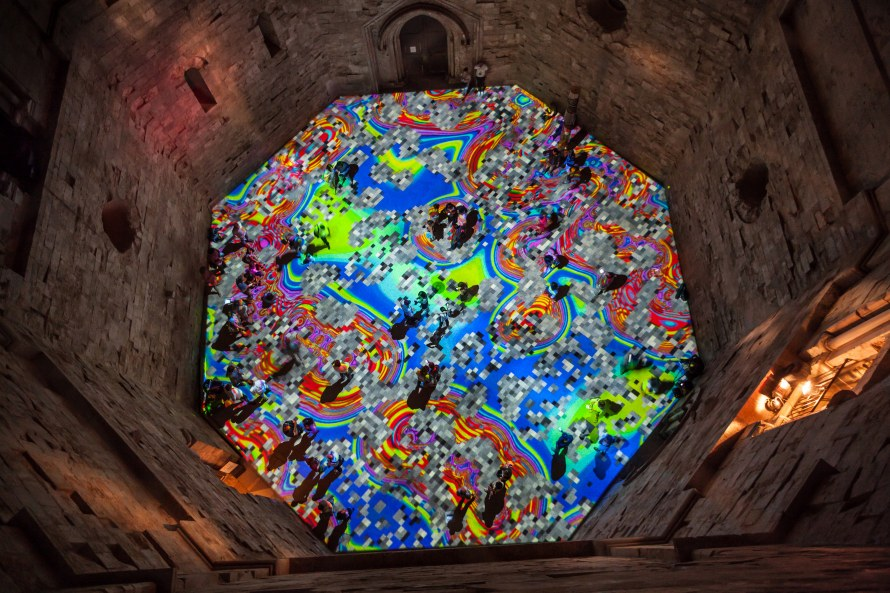
Magic Carpets, Miguel Chevalier, 2014. Instalación de realidad virtual generativa e interactiva. Programa: Cyrille Henry/Antoine Villeret.

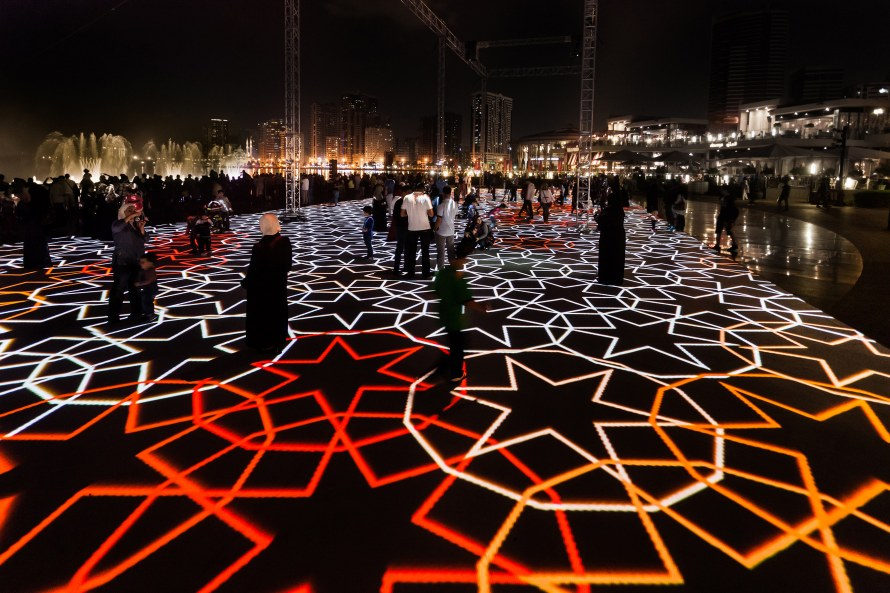
Digital Arabesques, Miguel Chevalier, 2014. Instalación de realidad virtual generativa e interactiva. Programa: Cyrille Henry/Antoine Villeret.

Inspirado en los cuentos de Las mil y una noches, Chevalier elabora un lenguaje virtual con el que forma un mundo de colores y figuras que, como en un caleidoscopio, convierte el universo en constelaciones.
A partir del arte islámico, un arte matemático basado en la geometría, y del mosaico, un arte decorativo en el que fragmentos yuxtapuestos de piedra coloreada, esmaltes e incluso cerámica forman motivos o figuras, el artista transforma los fragmentos en píxeles para crear formas generadas por computadora. Esta geometría digital, ya sea compuesta de cristales, como en Pixels Snow, o de arabescos, como en Digital Arabesques, compone un mundo de formas y colores en movimiento, como un universo en proceso de creación.
En muchas de sus obras, como Magic Carpets, Chevalier incorpora la interactividad con sensores que invitan al espectador a moverse para que la obra reaccione según los movimientos. La relación con la imagen se construye así sobre la base del movimiento para explorar todas sus posibilidades y captar su significado. Con un ademán, el visitante produce un cambio en la obra, crea o modifica un color, aunque no pueda prever ni controlar todas las reacciones que provoca.
Ya sea que se trate de obras de realidad virtual, esculturas por impresión 3D o corte con láser, dibujos hechos por robots o incluso papeles recortados con láser mediante herramientas y técnicas digitales, Chevalier multiplica estas extraordinarias formas cristalinas de estructura fractal.

### Naturaleza y artificio

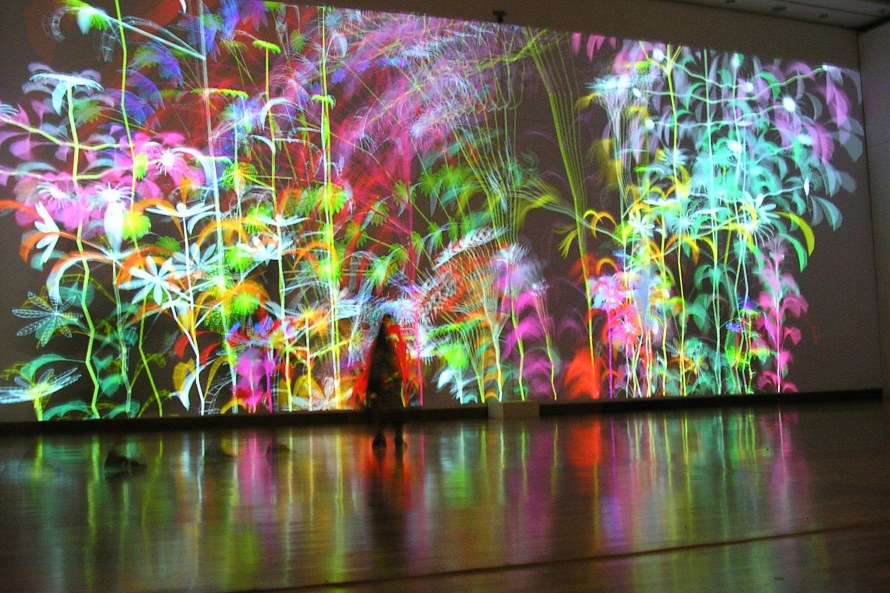
Ultra-Nature, Miguel Chevalier, 2005. Instalación de realidad virtual generativa e interactiva. Programa: Music2eye.

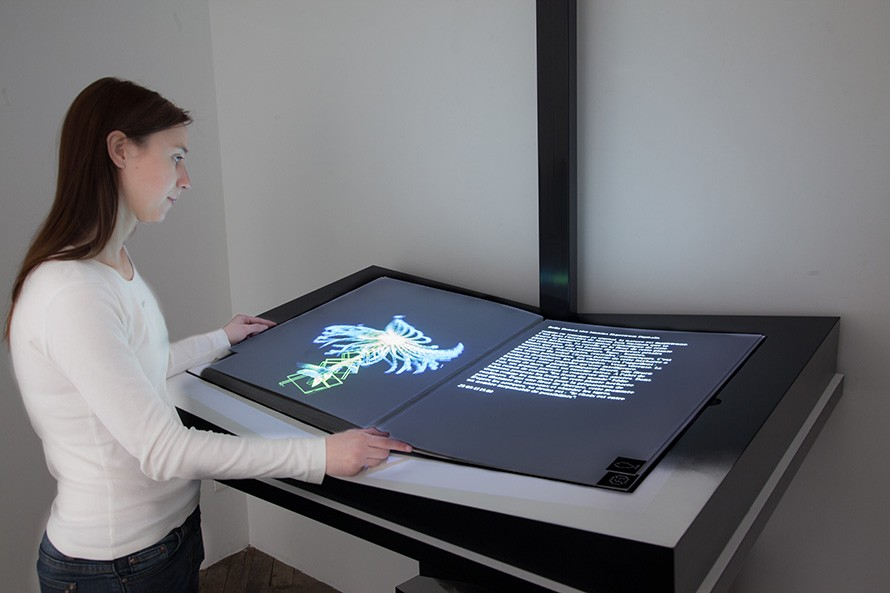
Herbarius '2059', Miguel Chevalier, 2009. Instalación de realidad virtual generativa e interactiva. Programa: Cyrille Henry/Antoine Villeret. Textos: Jean-Pierre Balpe.

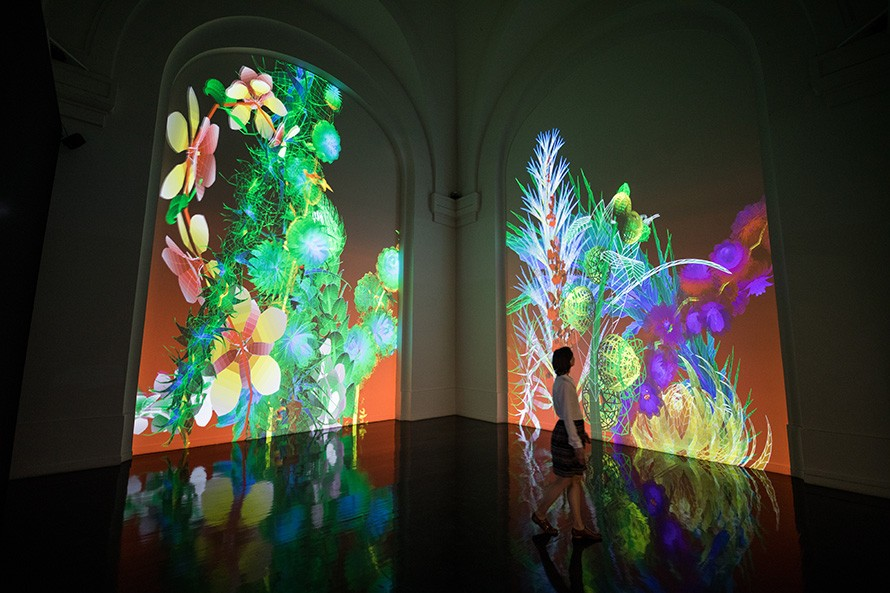
Extra-Natural, Miguel Chevalier, 2018. Instalación de realidad virtual generativa e interactiva. Programa: Cyrille Henry/Antoine Villeret.

Creaciones como Ultra-Nature tienen como punto de partida la observación del mundo vegetal y su transposición al universo digital. Chevalier, inspirado primero en su infancia en México y sus viajes por América Latina, donde la naturaleza es omnipresente y exuberante, y luego en los jardines japoneses, crea jardines virtuales que exploran de manera poética y metafórica la relación entre lo natural y lo artificial, que hoy en día coexisten y se enriquecen entre sí.
En obras como Herbarius ‘2059’, los procesos vitales de cada una de las creaciones se inspiran en modelos elaborados por el Instituto Nacional para la Investigación Agronómica de Francia. Los jardines virtuales de Chevalier utilizan algoritmos tomados de la biología, lo que le permitió crear universos de vida artificial y efectos de crecimiento, proliferación y desaparición. Las obras como Extra-Natural también tienen un  componente interactivo gracias al uso de sensores. Cada flor reacciona al paso de los visitantes según su orientación: las plantas se curvan de izquierda a derecha, las corolas florales y las hojas caen, y las flores desaparecen en una explosión de estambres. La levedad de su danza parece resumir la evanescencia de la belleza y de la vida.
Estos paraísos artificiales reflejan, examinan y tematizan poéticamente nuestro mundo actual, donde la naturaleza está cada vez más sometida y condicionada, donde la realidad y la virtualidad, la naturaleza y los artificios se interpenetran de manera creciente. Estas obras cuestionan el estatus de la obra de arte en la era digital y los desafíos de la manipulación genética.

### Metaterritorios

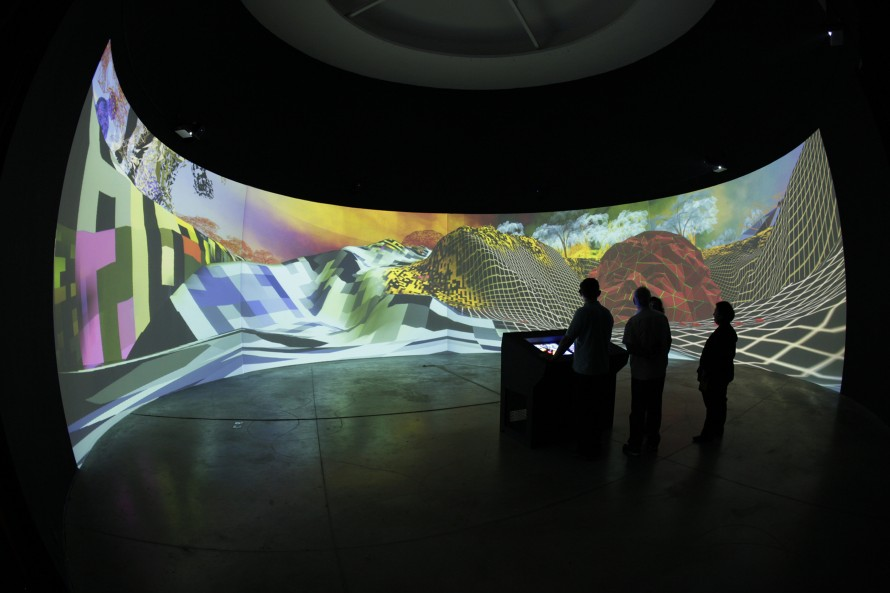
Terra Incognita, Miguel Chevalier, 2010. Instalación de realidad virtual generativa e interactiva. Música: Jacopo Baboni Schilingi. Programa: Claude Micheli. Modelado 3D: Pascal Maillard.

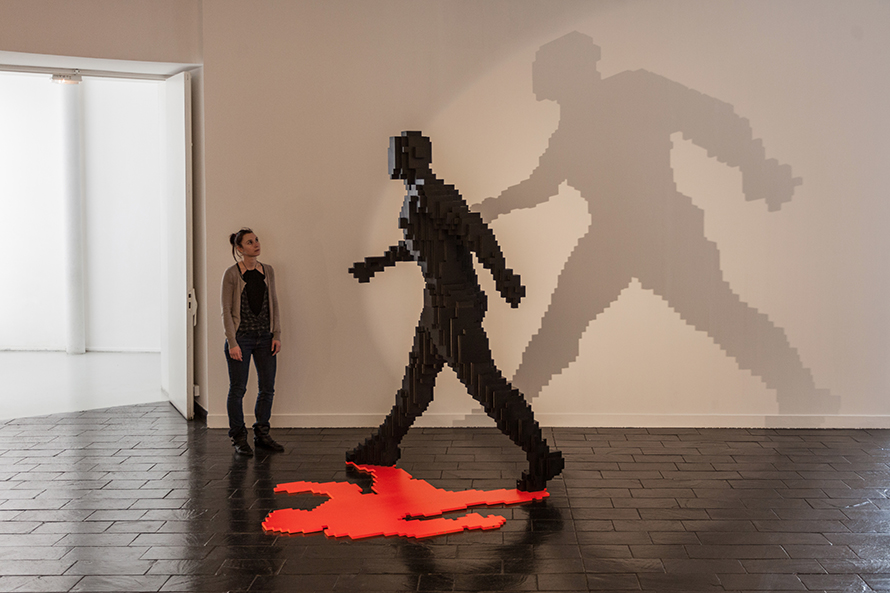
Body Voxels - The Walker, Miguel Chevalier, 2013. Escultura de madera de 2.20m de altura pintada de negro y anaranjado; base de acero.

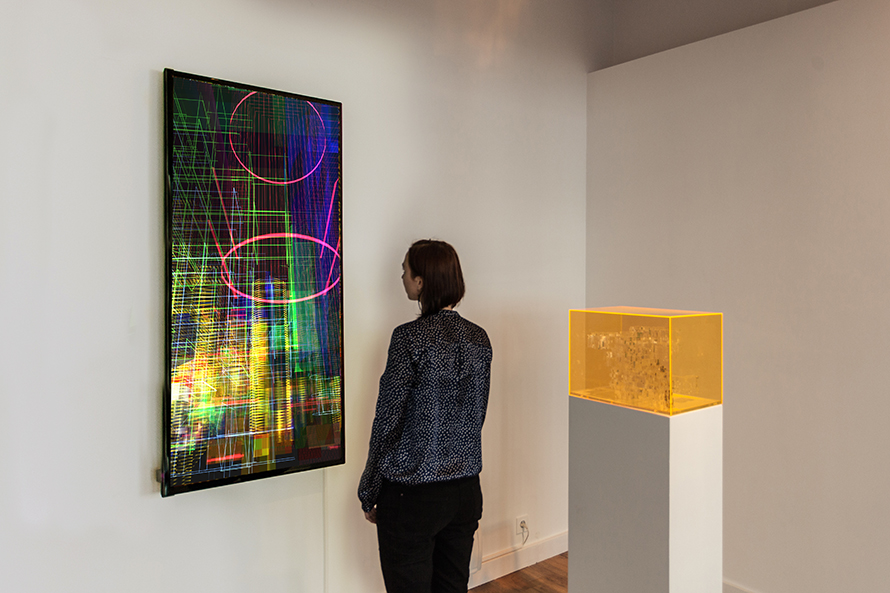
Light Meta-Cité, Miguel Chevalier, 2016. Instalación de realidad virtual generativa. Programa: Claude Micheli.

A lo largo de sus muchos viajes por el mundo, Chevalier ha cultivado la reflexión sobre la urbanidad y las ciudades, que se materializa por distintos medios (instalación digital, video, impresiones digitales, esculturas…). Desde principios de los años noventa, el artista traduce por medios digitales, como en Terra Incognita, las nuevas formas de la vida contemporánea y las ciudades de hoy: crecimiento, renovación incesante, velocidad, transformación.
En consecuencia, Chevalier cuestiona cómo hacer propia y reformular la ciudad enfrentada a la proliferación de las redes. Las herramientas informáticas permiten al artista explorar las nuevas ciudades digitales en su mundo siempre cambiante. Mediante obras fijas o en movimiento, produce ciudades que están entre la realidad y la simulación, inscritas en un continuo de espacio-tiempo transformable. Crea una imagen distinta de la ciudad, como en Light Meta-Cité.
Chevalier también estudia el cuerpo tal como la ciencia lo revela por medio de imágenes diagnósticas (tomografías, imágenes por resonancia magnética, ecografías, termografías). Inspirado en estas tecnologías nuevas, que ofrecen una visión inédita del cuerpo humano, como lo ilustra Body Voxels, donde el humano se vuelve transparente, cableado, Chevalier reconsidera a los clásicos de la escultura en una estética vinculada con el mundo digital (pixelación, malla, "voxeleo").
Con sus creaciones, Chevalier nos advierte sobre un futuro que teme: la desaparición de la naturaleza, destruida por la caótica invasión urbana que la está devorando.

## Becas y estancias académicas
- 2004: artista residente, Riad Denise Masson, Marrakech (Marruecos).
- 1993-1994: artista residente, Villa Kujoyama, Kioto (Japón).
- 1991: artista residente, Casa de Velázquez, Madrid; coordinador de taller, Museo Internacional de Electrografía de Castilla-La Mancha, Cuenca.
- 1989: beca, Universidad de Musashino, Tokio.
- 1988: beca, Instituto de Altos Estudios de Artes Plásticas de París.
- 1984: artista visitante, Escuela de Artes Visuales de Nueva York.
- 1983: artista visitante, Instituto Pratt, Nueva York.

## Exposiciones individuales (selección)
- 2020: Power Pixels, Wood Street Galleries, Pittsburgh , Pensilvania; Digital Cristaux 2020, Espace Art Absolument, París.
- 2019: Pixels Noir Lumière, Museo Soulages, Rodez (Francia); Machine Vision, Galería Lélia Mordoch, París.
- 2018: D’un rêve à l’autre, Castillo de Trévarez, Saint-Goazec, Francia.
- 2018: Digital Abysses, Base de submarinos de Burdeos.
- 2018: Ubiquity 1, Galería Mayor, Londres.
- 2017: Flower Power, Festival de Aarhus, Plaza Bispetorv, Aarhus, Dinamarca; Galería Lélia Mordoch, ParÍs; Jing An Kerry Centre, Shanghái.
- 2017: In-Out/Paradis Artificiels, Castillo de Chaumont-sur-Loire, Francia; Galerie Lélia Mordoch, ParÍs.
- 2016: Power Pixels, Galerie Lélia Mordoch, París.
- 2016: Voûtes Célestes, Nuit Blanche, Iglesia de San Eustaquio, París.
- 2016: Magic Carpets, Festival Internacional de Milton Keynes, Middleton Hall, Milton Keynes, Reino Unido.
- 2015: Complex Meshes, Festival Lumière, Catedral de Durham, Reino Unido.
- 2015: Dear World… Yours, Cambridge, Capilla del King's College, Cambridge, Reino Unido.
- 2015: Méta-Territoires, Galerie Fernand Léger, Ivry-sur-Seine, Francia.
- 2015: Paradis Artificiels, territorio departamental de la Roche Jagu, Ploëzal, Francia.
- 2015: Pixels Wave, Centro Nacional de Diseño, Festival Nocturno de Singapur.
- 2015: Digital Arabesques, Temporada Cultural Francia-Marruecos 2015, cuatro instalaciones en sendos institutos franceses de Marruecos: Derb Lâalouj en Esauira; Dar Benjelloun en Tetuán; jardín del Instituto Francés de Agadir; Dar Batha en Fez.
- 2014: Magic Carpets, Festival Internacional Castel dei Mondi, Andria, Italia.
- 2014: Tapis Magiques, Jornadas del Patrimonio, Iglesia del Sagrado Corazón, Casablanca, Marruecos.
- 2014: Digital Paradise, Museo de Arte Moderno, Céret, Francia.
- 2013: El origen del mundo, Filux, Festival Internacional de las Luces México, Palacio de Bellas Artes, Ciudad de México.
- 2013: Power Pixels, Centro de las Artes, Enghien-les-Bains, Francia.
- 2013: Fractal Flowers, Castillo Condal de Carcasona, Francia.
- 2012: Power Pixels, Festival a-part, Carrières de Lumières ("Canteras de luces"), Les Baux-de-Provence, Francia.
- 2012: Rosaces Digitales, Festival Chemins d’art de Armañac, Iglesia Aurens, Castelnau-sur-l'Auvignon, Francia.
- 2011: Digital Arabesques, East Plaza Corniche, Alianza Francesa, Abu Dabi, Emiratos Árabes Unidos.
- 2011: Power Pixels, Fundación Oi Futuro, Río de Janeiro, Brasil.
- 2010: De la nature symbolique aux jardins virtuels, Museo Maurice Denis, Saint-Germain-en-Laye, Francia.
- 2010: Terra Incognita, Museo de la Imagen y el Sonido, São Paulo, Brasil.
- 2009: Flores fractales, Centro Cultural Chacao, Caracas.
- 2009: Fractal Flowers in vitro, Museo de la Caza y la Naturaleza, París.
- 2009: Segunda Natureza, Espaço Marcantônio Vilaça, Brasilia.
- 2009: Fractal Flowers, iMal, Centro de Culturas y Tecnología Digitales, Bruselas.
- 2008: Fractal Flowers, Iglesia Pública de Enghien-les-Bains, Francia.
- 2008: Fractal Flowers, Galería Suzanne Tarasiève, París.
- 2007: Sur-Natures, fachada de la Agencia LCL, avenida de los Campos Elíseos, París.
- 2007: Paradis Artificiels-Sur-Natures, Galería de las Galerías Lafayette, París.
- 2007: Crossborders, Grand Comptoire, Estación Ferroviaria de Metz, Luxemburgo y Saarlorlux, Capital Europea de la Cultura.
- 2007: Ultra-Nature, Techfest Mumbai, Bombay, India.
- 2006: Arabesques numériques 2006, Palacio Ksar Char Bagh, Marrakech, Marruecos.
- 2006: Arabesques numériques 2006, Tai Ping Carpets Europe, Designer's Days, París.
- 2006: Supra-Natura, Festival Luzboa, fachada del Museo del Chiado, Lisboa.
- 2005: Intersecting Networks, Galería Kunstverket, Oslo.
- 2005: Sur-Natures in vitro, Centro Pompidou, París.
- 2004: Paradis artificiels, Galería Municipal, Vitry-sur-Seine, Francia.
- 2004: Ultra-Nature, estación central del metro de Oslo y Museo de Arte Moderno Astrup Fearnley, Oslo.
- 2003: La Croisée des Réseaux, Bolsa de Comercio, Festival Noche en Blanco, París.
- 2002: Metapolis (CD-Rom.), Museo de Arte Contemporáneo, Monterrey, México.
- 2001: Autres natures, Centro de Arte Moderno, Espacio Mira Phalaina, Maison Populaire,Montreuil, Francia.
- 2000: Périphérie, instalación de video, Museo de Arte Moderno y Contemporáneo, Ginebra, Suiza.
- 2000: Digital World, Espacio Paul Ricard, París.
- 1999: Croissances & Mutations, Espacio Landowski, Boulogne-Billancourt, Francia.
- 1999: Mémoires & Mutations, Centro de Arte Contemporáneo La Fabrika, Beirut.
- 1998: Périphérie, Espacio Pierre Cardin, París.
- 1998: Miguel Chevalier, Centro de Arte Contemporáneo Artère, Boulogne-Billancourt, Francia.
- 1997: Autres natures, Centro de Arte Contemporáneo Bouvet-Ladubay, Saumur, Francia.
- 1996: Oro negro, Museo de Arte Álvar y Carmen T. de Carrillo Gill, Ciudad de México.
- 1996: Otra natura, Centro Nacional de las Artes, Centro Multimedia, Ciudad de México.
- 1994: Oro negro, Museo de Arte, Universidad Nacional de Colombia, Bogotá.
- 1994: Contre Nature, Villa Kujoyama, Kioto, Japón.
- 1993: Oro negro, Museo de Artes Visuales Alejandro Otero, Caracas.
- 1993: Oro negro, Museo de Bellas Artes, Maracaibo, Venezuela.
- 1992: Performances, Juegos Olímpicos de Invierno de Albertville, Francia.
- 1992: Performances, Juegos Olímpicos de Barcelona, España.
- 1992: La Rencontre des Deux Mondes, Casa de Velázquez, Madrid.
- 1991: Marine, Escuela Regional de Bellas Artes de Nantes Saint-Nazaire, Nantes, Francia.
- 1991: Œnologie, bodega vinícola Château Pichon Longueville Comtesse de Lalande, Pauillac, Francia.
- 1990: Interconnexion, Centro de Arte Contemporáneo La Base, Levallois-Perret, Francia.
- 1990: Anthropométrie, Le Réservoir, Le Kremlin-Bicêtre, Francia.
- 1990: Anthropométrie, Galería Vivita 2, Florencia, Italia.
- 1989: Interconnexion, Galería Jade, Feria Internacional de Arte de Fráncfort, Alemania.
- 1989: Télescopages, Centro de Arte Contemporáneo de Baja Normandía, Hérouville-Saint-Clair, Francia.
- 1988: De l’analogique au numérique, Galería Sylvana Lorenz, París.
- 1987: Images nouvelles, Teatro Granit-Centro de Arte Contemporáneo, Belfort, Francia.
- 1985: Peintures et sérigraphies, Galería de la Escuela de Bellas Artes, Grande Masse, París.